# Хаан
Хаан (якут. haan) — ковбасна страва якутської кухні. Назва походить від якутського слова «хаан», тобто кров. Дуже калорійна, в ній містяться вітаміни групи B, РР і D і мінерали — марганець, цинк, калій, магній, кальцій, фосфор, натрій[джерело?].

## Приготування
Готують зі свіжої яловичої або кінської (часто лошат) крові, наповнюючи нею кишки (як товстої, так і тонкої). Делікатесний хаан готується з крові спеціально вирощеного 6-місячного лошати.
Здавна[коли?] відомо два види таких ковбас: делікатесна субай-хаан і проста — так звана «чорний хаан». Це пов'язано з процесом отримання сировини для хаану. Під час забою худоби кров відстоюють. Верхня рідка частина — це субай, а нижня — «чорна» кров. Ковбаса з субая смачніше і м'якше. Ковбаса з «чорної» крові гущі, темніше за кольором, менш смачна. Смак ковбаси залежить також від кількості крові та жирності кишки. Особливо апетитна ковбаса, приготовлена з ретельно обробленої крові, заправленої в товсту кишку. Ковбаса з кінської крові після варіння приймає білий або кремовий колір.
Свіжу кров з невеликою кількістю оцту (щоб не згорталася) змішують з добавками (яловичу кров — з вареної та подрібненої печінкою, кров лошати — з молоком). Додають сіль, перець, смажену цибулю. Готують кишки: вивертають навиворіт, промивають теплою водою, сушать, вивертають назад. Один кінець кишки зав'язують шпагатом. З іншого боку начиняють кров'ю з добавками. В такому вигляді може зберігатися у заморозці.
Варять в каструлі, в солоній воді на слабкому вогні. Потрібно постійно стежити за варінням. При сильному кипінні він може лопнути. Сильно переварений хаан може лопнути. Під час варіння потрібно обережно перевертати. Готовність визначають, натискаючи пальцем. Якщо при цьому відчувається згущення крові, вже можна злегка проколоти тонким вістрям виделки або ножа.
Переконавшись у повній готовності, хаан витягнути на велике блюдо, відрізати зав'язку. Хаан краще варити перед подачею на стіл.